# Olof Thörnell
Olof Gerhard Thörnell (19 de octubre de 1877 - Trönö, Suecia - Suecia, Upsala, 25 de julio de 1977) fue un general sueco del ejército de ese país. Fue el primer comandante supremo desde el 8 de diciembre de 1939 hasta 1944. Antes de 1939 ese había sido el papel del Rey.

## Biografía

### Primeros años
Thörnell nació en Trönö, municipio de Söderhamn, hijo del vicario Per Thörnell y Gerhardina "Dine" Margareta (nacida Lindgren). Era el hermano del profesor Gösta Thörnell. Thörnell creció en la casa de un sacerdote con estrecho contacto con el mundo académico. Nació en la misma habitación que Nathan Söderblom y también fue fuertemente influenciado por este amigo en la elección del camino de la vida. Después de pasar el studentexamen el 17 de mayo de 1895 en Norra Latin en Estocolmo, fue comisionado como oficial en el Regimiento de Tierras Altas (I 8) en 1897. La elección del regimiento le dio tiempo para sentar las bases para un conocimiento sólido del idioma en la Universidad de Upsala durante los períodos vacantes, incluso en ruso. En futuras comisiones a unidades extranjeras en Austria, Francia y los Países Bajos, tuvo oportunidades adicionales para mejorar sus habilidades lingüísticas junto con los estudios profesionales. 

### Carrera militar

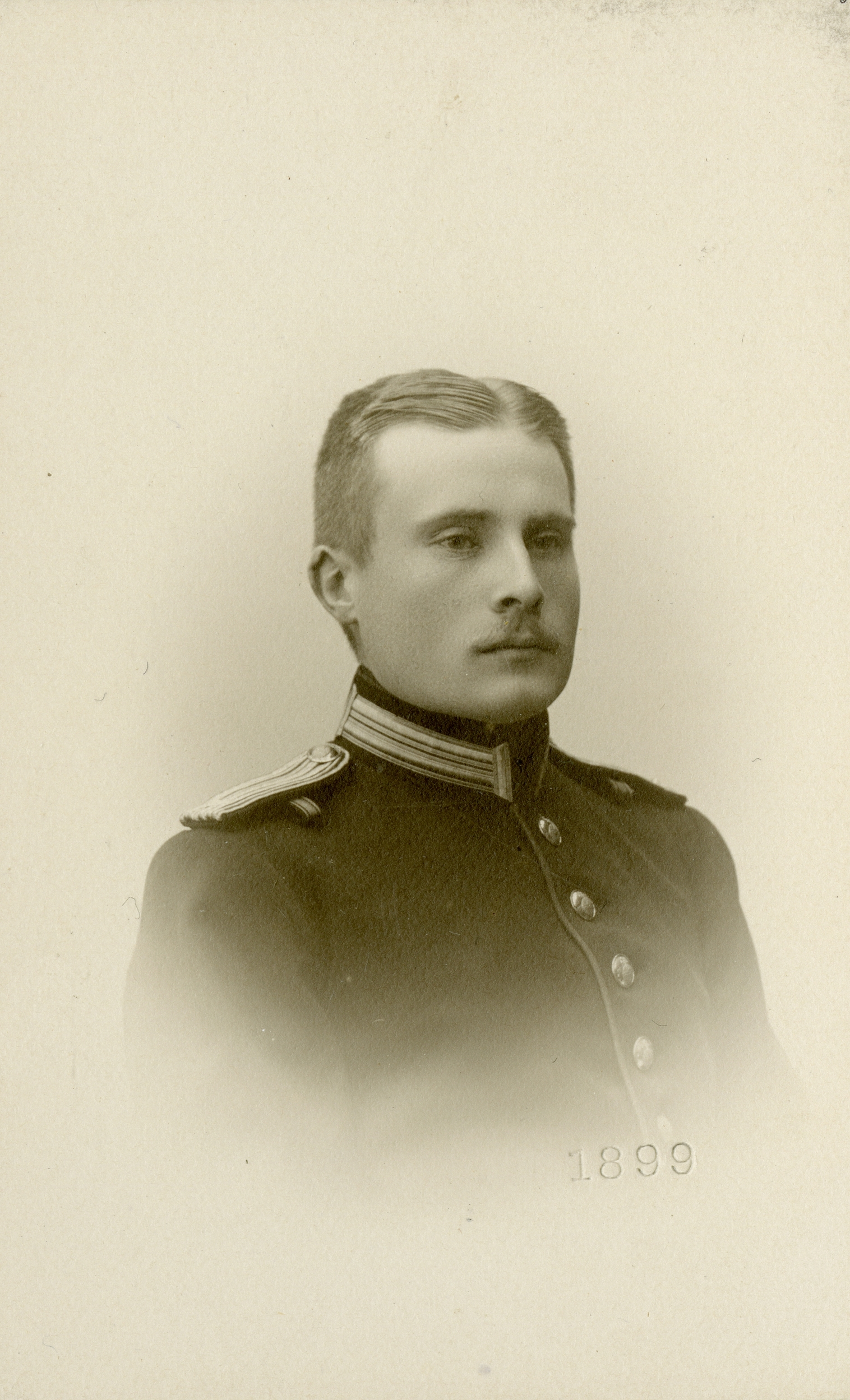
Thörnell en 1899.

Thörnell fue ascendido a teniente el 7 de diciembre de 1900 en el Regimiento de Tierras Altas (I 8). El 7 de julio de 1906, Thörnell se graduó en el Colegio del Estado Mayor del Ejército Real Sueco y fue comisionado como cadete oficial en el Estado Mayor. Fue ascendido a capitán del Estado Mayor el 10 de junio de 1910. De 1911 a 1915, Thörnell fue profesor en el Royal Swedish Army Staff College. En 1915 dejó el Estado Mayor y sirvió como capitán en el Regimiento de Älvsborg (I 15). Después de unos años en el campo, regresó al Estado Mayor, donde rápidamente ascendió de rango. El 27 de noviembre de 1917, fue ascendido a mayor y el 19 de agosto teniente coronel. 
Fue ascendido a mayor del Estado Mayor en 1917 y se convirtió en jefe del Departamento Central del Estado Mayor en 1918. En 1921 fue ascendido a teniente coronel en el Estado Mayor. Thörnell fue después de eso sirviendo en el Regimiento de Infantería de Tierras Altas (I 8) en 1924 y fue ascendido a teniente coronel y comandante en funciones del Regimiento de Infantería de Gotland (I 27) en 1926. El 24 de agosto de 1926 Thörnell fue ascendido a coronel y se convirtió en comandante del Regimiento de Granaderos de Vaxholm (I 26). El 1 de enero de 1928 fue nombrado comandante militar de Gotland y comandante del Regimiento de Infantería de Gotland (I 27) y en 1931 fue nombrado inspector de las Tropas del Servicio del Ejército Sueco. El 28 de diciembre de 1933 fue ascendido a mayor general y fue nombrado inspector de la infantería sueca. El 1 de julio de 1936 fue ascendido a teniente general y nombrado jefe del Estado Mayor de Defensa. Thörnell tenía una personalidad dura y sarcástica, y generalmente se le llamaba AL (El asesino de la lujuria) dentro del Personal de Defensa.  El 8 de diciembre de 1939 fue nombrado Comandante Supremo y el 1 de enero fue ascendido a general. 

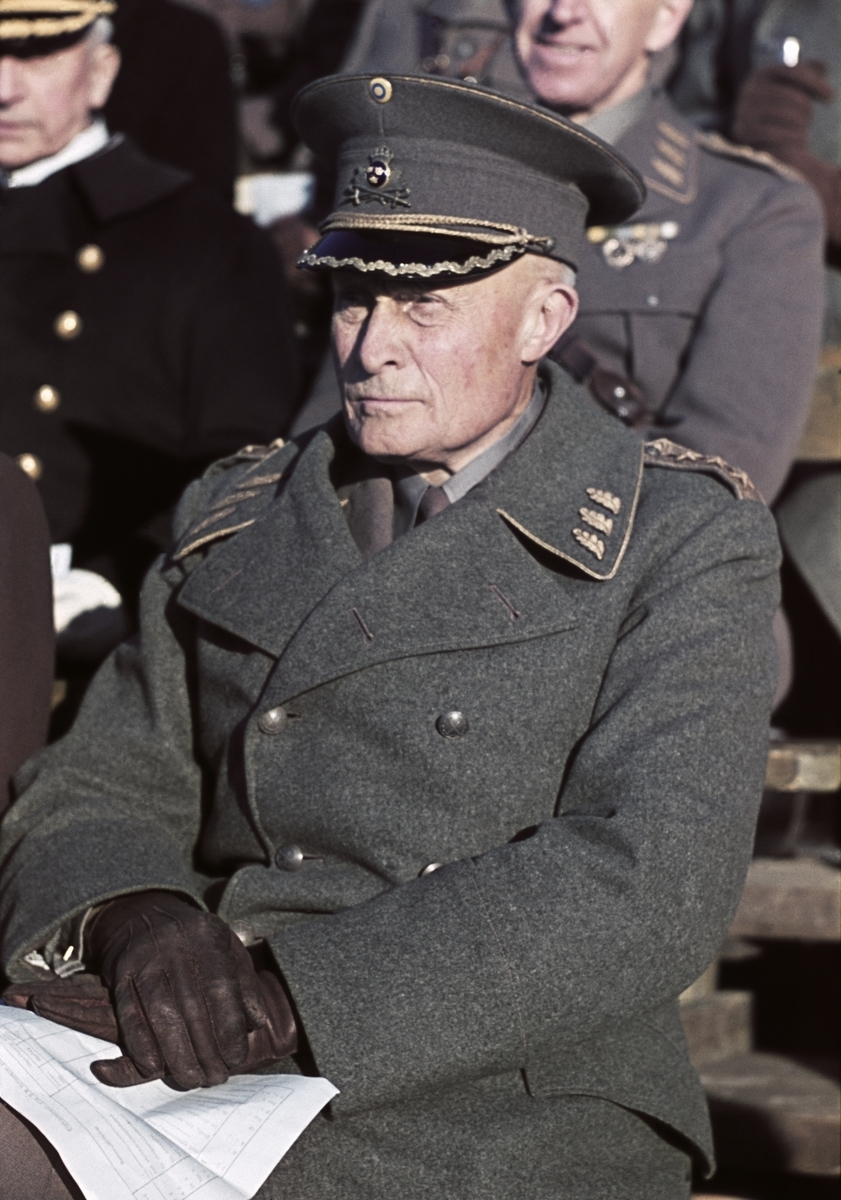
Thörnell en 1942.

El tiempo de Thörnell como Comandante Supremo estuvo marcado por varias concesiones importantes a Alemania y el propio Thörnell fue considerado generalmente proalemán. Thörnell fue criticado por Torgny Segerstedt entre otros, porque él, el 7 de octubre de 1940, recibió la Gran Cruz de la Orden del Águila Alemana de manos del Príncipe de Wied con una carta firmada por Adolf Hitler. Thörnell era un organizador experto que exigía mucho a su personal. También fue un general políticamente cauteloso, demasiado cauteloso, que participó activamente en el intrincado juego sobre la neutralidad sueca durante los peligrosos primeros años de guerra. Trató de salvaguardar al país para la mayor cantidad de eventos posibles. Thörnell dejó el cargo como Comandante Supremo el 1 de abril de 1944 y fue sucedido por Helge Jung. Thörnell fue jefe del Estado Mayor Militar de Su Majestad hasta que el rey murió el 29 de octubre de 1950.

## Servicio
- Miembro de los Expertos de Nómina Militar de 1918 (1918 års militära avlöningssakkunniga) 1920-1921[4]
- Miembro del Comité de Pensiones de 1921 (1921 års pensionskommittée)
- Miembro de la Junta de Salarios y Pensiones de las Fuerzas Armadas de Suecia (Försvarsväsendets lönenämnd) 1921-1924
- Vicecanciller de las Órdenes de Su Majestad el Rey (Kungl. Maj: ts Orden) en 1947

## Vida personal

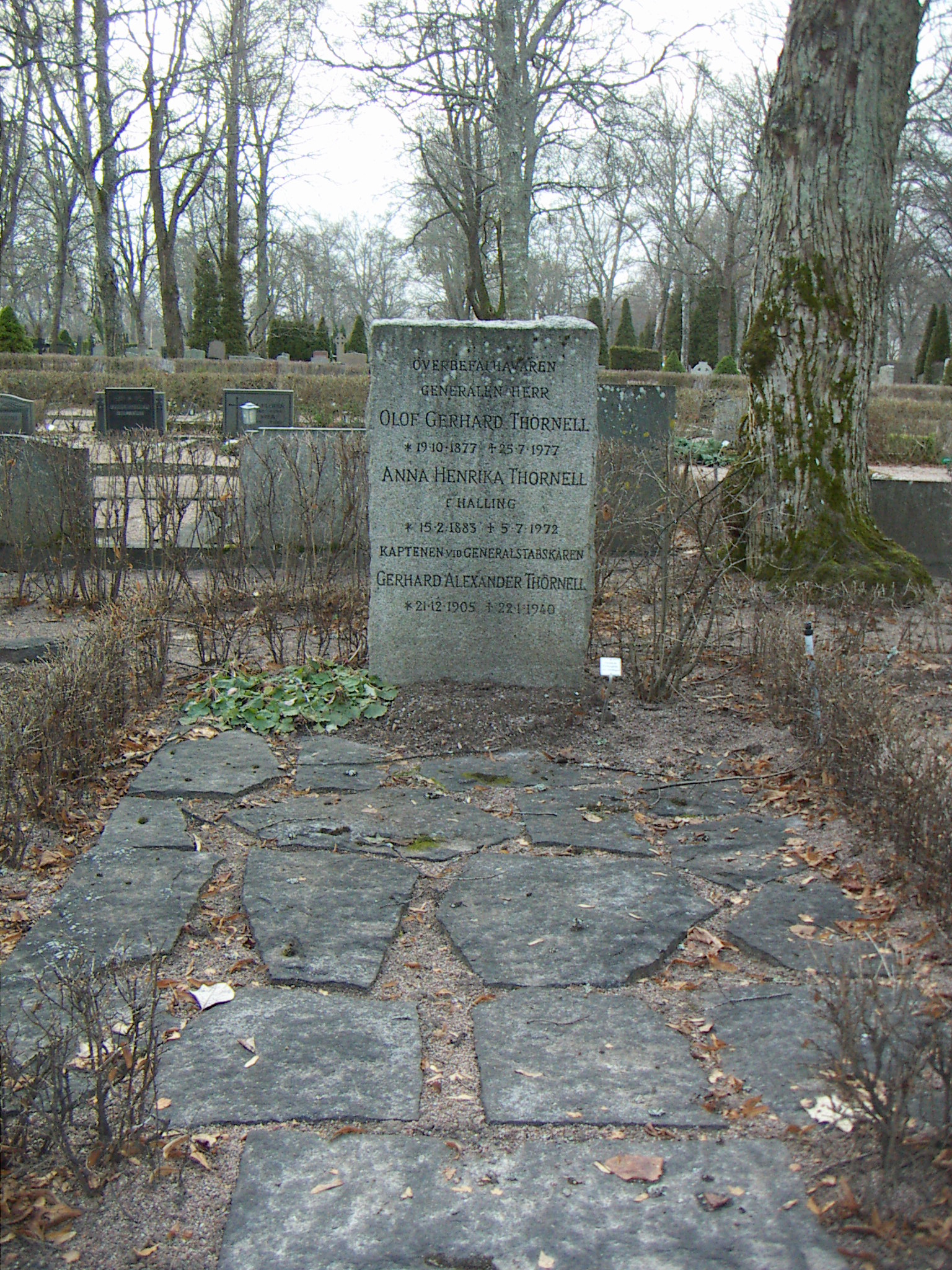
La tumba de Olof Thörnell en el antiguo cementerio de Upsala.

El 1 de octubre de 1904 se casó con Ana Henrika Halling (1883-1972) en Skållerud, la hija del gerente de la fábrica Alex Halling y Henrika Gustafva (nacida Collén). Tuvieron cuatro hijos: Gerhard (1905-1940), Barbro (nacido en 1908), Ulla (1914-2011) y Per (nacido en 1918).
Thörnell murió el 25 de julio de 1977 en Upsala y fue enterrado en el antiguo cementerio de Upsala.

## Rangos
- 1897 - Underlöjtnant
- 1900 - Löjtnant
- 1910 - Kapten
- 1917 - Major
- 1921 - Överstelöjtnant
- 1926 - Överste
- 1933 - Generalmajor
- 1936 - Generallöjtnant
- 1940 - General

## Premios y condecoraciones
- : Caballero y Comandante de las Órdenes de Su Majestad[11]  (6 de junio de 1942)
- : Medalla Conmemorativa del Jubileo del Rey Gustavo V (1948)[12]
- : Medalla Conmemorativa del Rey Gustavo V[5][12] (1951)
- : Medalla Conmemorativa del Rey Gustavo VI Adolfo (1967)
- : Comandante Gran Cruz de la Orden de la Espada[9]
- : Caballero de la Orden de Vasa (1945)[13]
- : Gran Cruz de la Orden de Dannebrog[11]
- : Gran Cruz de la Orden de la Rosa Blanca (26 de octubre de 1938)[14]
- : Gran Cruz de la Orden del Águila Alemana (1940)[7]
- : Comandante de la Orden de Orange-Nassau con espadas[11]
- : Medalla de Memorial de la Guerra Finlandesa[5]
- : Medalla al Mérito por el Cuerpo Voluntario de Lanchas (Förtjänstmedalj för Frivilliga motorbåtskåren) (1929)[12]
- : Medalla al Mérito de la Sociedad de Oficiales de Tormentas Terrestres (Landstormsofficerssällskaps förtjänstmedalj) (1930)[12]
- : Medalla al Mérito de los Servicios de Defensa Auxiliar de la Federación Nacional de Mujeres Suecas (Svenska lottakårens förtjänstmedalj) (1930)[12]
- : Medalla al Mérito de la Asociación Sueca de Tormenta Terrestre (Sveriges Landstormsförenings förtjänstmedalj) (1930)[12]
- : Medalla al Mérito de la Asociación de Tiro de Gotland (Gotlands skytteförbunds förtjänstmedalj) (1932)[12]
- : Medalla al Mérito Estrella Roja Sueca (Svenska Röda Stjärnans förtjänstmedalj) (1938)[12]
- : Medalla al Mérito Voluntario del Cuerpo de Transporte Motorizado (Frivilliga Automobilkårens förtjänstmedalj)[12]
- : Medalla al Mérito de la Asociación Nacional de Protección del Aire (Riksluftskyddsförbundets förtjänstmedalj)[12]

## Honores
- Miembro de la Real Academia Sueca de Ciencias de la Guerra (1923)[15]
- Miembro honorario de la Real Sociedad Sueca de Ciencias Navales (1939)